# Phytomyza meridensis
Phytomyza meridensis este o specie de muște din genul Phytomyza, familia Agromyzidae, descrisă de Spencer în anul 1973.
Este endemică în Venezuela. Conform Catalogue of Life specia Phytomyza meridensis nu are subspecii cunoscute.